# Lotte Grigel
Lotte Grigel, née le 5 avril 1991 à Esbjerg, est une handballeuse internationale danoise. Elle évolue au poste de demi-centre.

## Biographie
Lotte Grigel commence le handball à l'âge de six ans et joue jusqu'en 2008 dans les catégories de jeunes du club de KVIK Esbjerg.
En 2008, elle rejoint la Team Esbjerg qui évolue en première division danoise. En novembre 2015, elle s'engage avec le club russe de Rostov-Don, avec qui elle remporte notamment la coupe de l'EHF 2017 et le championnat de Russie en 2017. 
À l'été  2017, elle quitte la Russie pour la Hongrie et le club de Debreceni VSC.
Pour la saison 2018-2019, elle rejoint le Nantes Atlantique Handball où elle s'engage pour deux années.

## Palmarès

### En club
compétitions internationales
- Coupe de l'EHF/Ligue européenne (C3)
  - vainqueur en 2017 (avec Rostov-Don) et en 2021 (avec le Nantes Atlantique HB)
  - finaliste en 2014 (avec Team Esbjerg)

compétitions nationales
- championne de Russie en 2017 (avec Rostov-Don)
- vainqueur de la coupe de Russie en 2017 (avec Rostov-Don)
- finaliste de la Coupe de France en 2021  (avec le Nantes Atlantique HB)

### En sélection
championnats du monde
- 6e place du championnat du monde 2017
- 6e place du championnat du monde 2015

championnats d'Europe
- 8e place du championnat d'Europe 2018
- 4e place du championnat d'Europe 2016
- 7e place du championnat d'Europe 2014
- 5e place du championnat d'Europe 2012
- 11e place du championnat d'Europe 2008

autres
- troisième du championnat du monde jeunes en 2008[6]
- 6e place du championnat d'Europe jeunes en 2007[7]

### Distinctions individuelles
- élue meilleure demi-centre du championnat du monde jeunes 2008[8]